# Al Stewart
Pour les articles homonymes, voir Stewart.
Alastair Ian Stewart, dit Al Stewart, né à Glasgow le 5 septembre 1945, est un chanteur et  auteur-compositeur britannique.

## Biographie

### Enfance et adolescence
Bien qu’il soit né à Glasgow, Al Stewart a grandi dans la ville de Wimborne Minster dans le Dorset en Angleterre, après avoir quitté l’Écosse avec sa mère. Il a été pensionnaire au Wycliffe College à Stonehouse, dans le Gloucestershire. Après quoi, comme l’indiquent les paroles de Post World War II Blues (de l’album Past, Present and Future), il est arrivé en Angleterre à 19 ans, vêtu d’une veste en velours côtelé et la tête pleine de rêves. ("I came up to London when I was 19 with a corduroy jacket and a head full of dreams.")
Al Stewart, qui a acheté sa première guitare auprès d'Andy Summers, futur guitariste du groupe The Police, a délaissé sa guitare électrique pour la guitare sèche quand on lui a proposé de se produire chaque semaine au Bunjies Coffee House du quartier de Soho de Londres, en 1965. Après quoi, il s’est présenté en compétition au club folk Les Cousins de Greek Street, où il a joué aux côtés de Cat Stevens, Bert Jansch, Van Morrison, Roy Harper et Ralph McTell.
C’est à cette époque qu' Al Stewart rencontre Yoko Ono[réf. nécessaire].

### Carrière
Ses orchestrations mêlent guitares, piano et violons pour créer une musique de type folk-rock.
Il s’est fait connaître dans les années 1960 et 1970, dans la foulée du British folk revival, grâce à un style bien personnel, mariant les airs folk-rock à des récits mettant en vedette de grands personnages et événements historiques.
Il est devenu célèbre grâce à son succès de 1976, le single Year of the Cat paru sur l’album du même nom.
Bien que le successeur de Year of the Cat, l’album platine Time Passages paru en 1978, coproduit avec Alan Parsons, ait été le plus grand succès commercial de Stewart, ses albums précédents, tels que Past, Present and Future paru en 1973, sont ceux qui sont le plus souvent considérés comme les meilleurs exemples de son style folk-rock historique, style auquel il est revenu sur ses plus récents albums.
Il s’est produit au tout premier Glastonbury Festival en 1970, a connu Yoko Ono avant sa rencontre avec John Lennon, a cohabité à Londres avec Paul Simon et a été l'hôte du légendaire club folk Les Cousins à Londres dans les années 1960.
Al Stewart a produit 19 albums studio ou en spectacles, ainsi qu’un album à tirage limité composé de pièces rares, depuis la parution de son premier album en 1967, Bed-Sitter Images. Il se produit encore en tournée partout aux États-Unis, au Canada, en Europe continentale et au Royaume-Uni. Son projet le plus récent, Uncorked, est paru chez Wallaby Trails Recordings, sa maison de disques indépendante.

## Discographie
- 1967 : Bed-Sitter Images
- 1969 : Love Chronicles
- 1970 : Zero She Flies
- 1972 : Orange
- 1973 : Past, Present and Future
- 1975 : Modern Times
- 1976 : Year of the Cat
- 1977 : The Early Year (compilation 4 premiers albums)
- 1978 : Time Passages
- 1979 : The Live Radio Concert (recorded in Chicago)
- 1980 : 24 Carrots (avec Shot in the Dark)
- 1981 : Live/Indian Summer (avec Shot in the Dark) / LIVE at the Roxy, Los Angeles 1981
- 1984 : Russians and Americans
- 1988 : Last Days of the Century
- 1992 : Rhymes in Rooms (album live)
- 1993 : Famous Last Words
- 1995 : Between the Wars (avec Laurence Juber)
- 1996 : Seemed Like a Good Idea at the Time
- 2000 : Down in the Cellar
- 2005 : A Beach Full of Shells
- 2008 : Sparks of Ancient Light
- 2022 : The Admiralty Lights (Compilation coffret 50CD période 1964 à 2009)

## Reprise
La chanson A small fruit song a été reprise par Urban Species (sous le nom de Destructive) ainsi que par Chinese Man (Ordinary Man).